# Groenlandse parlementsverkiezingen 2005
Dit artikel toont de resultaten van de parlementaire verkiezingen in Groenland op 15 november 2005.
De verkiezingen werden gewonnen door de politieke partij Siumut, waarvan de leider, Hans Enoksen, eerste minister bleef.

## Resultaten
| Partij                                 | Stemmen 2005 | % 2005 | Zetels 2005 | % 2002 | Zetels 2002 |
| -------------------------------------- | ------------ | ------ | ----------- | ------ | ----------- |
| Siumut (Voorwaarts)                    | 8.855        | 30,7   | 10          | 28,5   | 10          |
| Demokraatit (Democraten)               | 6.596        | 22,8   | 7           | 15,9   | 5           |
| Inuit Ataqatigiit (Inuitgemeenschap)   | 6.517        | 22,6   | 7           | 25,3   | 8           |
| Atassut (Saamhorigheid)                | 5.527        | 19,1   | 6           | 20,2   | 7           |
| Kattusseqatigiit (Onafhankelijken)     | 1.170        | 4,1    | 1           | 5,3    | 1           |
| Overigen                               | 216          | 0,8    | -           | 4,8    | -           |
| Opkomst 74,9% (2002: 74,6%). Totaal:   | 28.881       |        | 31          |        | 31          |
| Bron: Namminersornerullutik Oqartussat |              |        |             |        |             |